# Глобальная сеть телескопов-роботов МАСТЕР
МАСТЕР (Мобильная Астрономическая Система ТЕлескопов-Роботов) — глобальная сеть телескопов-роботов МГУ имени М. В. Ломоносова
Создана под руководством профессора Липунова В. М. учеными Московского университета. Основная цель проекта МАСТЕР — это создание обзора всего видимого неба, получаемого в течение одной ночи с пределом до 19-20 зв. вел. Такой обзор позволит решить ряд фундаментальных проблем: поиск тёмной энергии посредством открытия и фотометрии сверхновых (в том числе SNIa), поиск экзопланет, наблюдение эффектов микролинзирования, открытие малых тел Солнечной системы и мониторинг космического мусора. Все телескопы МАСТЕР подключены к системе алертных предупреждений, и способны наблюдать оптическое излучение гамма-всплесков синхронно в нескольких фильтрах и в нескольких плоскостях поляризации.

## История создания
Глобальная сеть телескопов-роботов МАСТЕР развивается под руководством профессора МГУ имени М. В. Ломоносова Липунова В. М. с 2002 года, когда под Москвой на частной обсерватории А. В. Крылова был создан первый робот-телескоп МАСТЕР для исследования оптического излучения космических гамма-всплесков.
В первые годы (до 2008 года) проект развивался при материальной поддержке генерального директора ОАО «Московское Объединение „Оптика“» С. М. Бодрова. На обсерватории под Москвой было зарегистрировано оптическое излучение гамма-всплеска GRB021219 — GCN circular 1770 и была открыта первая активная сверхновая в России SN2005bv — IAUC 8520.
Начиная с 2008 года, проект получает государственную поддержку. В результате, к 2024 году телескопы-роботы МАСТЕР-II, разработанные командой МАСТЕРа и выпускаемые ОАО «МO „Оптика“», установлены
- В 2008 г. на Кисловодской горной астрономической станции (Горная астрономическая станция ГАО (ГАС ГАО), база МГУ имени М. В. Ломоносова);
- В 2008 г. на Урале (в Коуровской обсерватории Уральского федерального университета);
- В 2009 году под Благовещенском (на базе Благовещенского государственного педагогического университета);
- В 2009 году в Тункинской долине Иркутском (в Тункинском астрофизическом центре ТАЦКП Иркутского государственного университета ФГБОУ ВПО «ИГУ»);
- в 2012 году в Аргентине в обсерватории Национального университета Сан Хуан начинают работать сверх-широкопольные камера МАСТЕРа, на которых открыт первый транзиент в Южном полушарии 12-й звёздной величины;
- в 2014 году в ЮАР в южно-африканской обсерватории SAAO;
- в 2015 году в Крыму (на Крымской астрономической станции МГУ им. М. В. Ломоносова);
- В 2015 году на Канарских островах в Испании в обсерватории IAC.
- В 2016 году  в Аргентине в обсерватории Национального университета Сан Хуан начинает работать однотрубный телескоп-робот МАСТЕР;
- В 2022 году  в Мексике в обсерватории им. Гильермо Аро начинает работать  телескоп-робот МАСТЕРII;

Продолжается развитие сети путём создания более крупных телескопов МАСТЕР 600  и строительство новых обсерваторий.

## Инструменты
Каждая обсерватория сети МАСТЕР оснащена широкопольной и сверхширокопольной установками.
Оптический роботизированный комплекс МАСТЕР-II представляет собой установленные на одной монтировке два светосильных зеркально-линзовых телескопа системы Гамильтона с диаметром 40 см, фокусным расстоянием 1 метр, полем зрения 4 квадратных градуса. Телескопы установлены на быстрой параллактической монтировке способной наводиться со скоростью 50 градусов в секунду под автоматическим куполом и способны работать как в полностью автономной режиме без участия человека, так и в режиме удаленного (по Интернет) управления. Каждый телескоп оснащен двумя ПЗС-камерами (4000x4000 пикселей), фотометром (собственная разработка) с блоком фильтров для проведения детальных фотометрических исследований астрофизических объектов и поляриметром для измерений степени поляризации. Скорость наведения по алерту — 8 градусов в секунду. Телескопы снабжены актюатором, позволяющим сводить трубы параллельно при проведении синхронных наблюдений быстроизменяющихся объектов в разных фильтрах или в разных плоскостях поляризации. В режиме обзора неба телескопы разводятся, и общее поле зрения становится равным 8 квадратным градусам.
Таким образом, по состоянию на 2024 год в Глобальная сеть МАСТЕР работают с общим полем зрения 32 квадратных градуса и чувствительностью до 20-й звездной величины в безлунную ночь при 3-минутной экспозиции. Телескопы сами выбирают тактику обзора на ночь, автоматически получают изображения, обрабатывают их в реальном времени, формируя непрерывно растущую базу данных, и предлагают астрономам список объектов не содержащихся в астрономических каталогах.
Кроме светосильных телескопов обсерватории МАСТЕРа оснащены камерами сверхширокого поля MASTER VWF (Very Wide Field) способными получать снимки без перерывов со скоростью до 7 кадров в секунду и полем зрения 400 квадратных градусов. В настоящее время сеть МАСТЕР имеет 14 камер сверхширокого поля с общим полем зрения 5600 квадратных градусов. Эти камеры предназначены для предварительного и синхронного наблюдения гамма-всплесков при их случайном попадании в поле зрения камер сверхширокого поля. Главная цель установки этих камер — первичная регистрация собственного оптического излучения коротких гамма-всплесков, не наблюдавшихся другими телескопами. Предельная звездная величина камер близка к 14 при суммарной экспозиции несколько минут.
Телескопы сети называют роботизированными так как они не просто автоматически наводятся по заданной программе, а способны автономно выбирать стратегию обзора неба, обрабатывать потоки данных порядка нескольких терабайт в сутки в режиме реального времени и писать и отправлять научные телеграммы.
Одно из преимуществ сети МАСТЕР состоит в идентичности оборудования, что позволяет проводить непрерывные наблюдения одного объекта в течение нескольких суток (в зимнее время) в одной фотометрической системе.

## Направления исследований
Учеными группы МАСТЕР за 10 лет создано математическое обеспечение, которое позволяет в автоматическом режиме проводить мониторинг ближнего и дальнего космического пространства на всех обсерваториях сети МАСТЕР (Благовещенск, Иркутск, Екатеринбург, Кисловодск, ЮАР, Канарские острова и Аргентина) и получать полную информацию обо всех объектах на каждом изображении через 1-2 минуты после считывания с ПЗС-камеры, включая распознавание движущихся объектов и определение параметров их движения.
Информация по каждому объекту на кадре включает историю предыдущих наблюдений данной области на всех обсерваториях сети МАСТЕР, а также опубликованные в международных центрах данные каталогов и обзоров.

## Основные достижения
1. ↑  Амнуэль, 2020, с. 57—58.
2. ↑  Липунов В. М. Корнилов В. Г. Горбовской Е. С. Тюрина Н. В. Кузнецов А. С. Астрономические роботизированные сети и оперативная многоканальная астрофизика (на примере Глобальной сети МАСТЕР) (рус.). Серия "Труды выдающихся учёных МГУ", посвящённой 270-летию Московского университета.. Издательский Дом МГУ (2023). Дата обращения: 13 марта 2024. Архивировано 13 марта 2024 года.

На телескопах сети МАСТЕР за несколько лет в автоматическом режиме открыто и опубликовано свыше 4000 оптических транзиентов (быстропеременных объектов), расположенных на расстояниях от нескольких сотен световых лет до миллиарда световых лет . Список объектов включает в себя:
- оптические источники гамма-всплесков (например, обнаружение поляризации собственного оптического излучения гамма-всплесков на примере GRB 160625B[англ.] на телескопах MASTER-IAC и MASTER-Tavrida[2]);
- сверхновые звезды различных типов (например, Ib-типа MASTER OT J120451.50+265946.6 в галактике NGC 4080,   https://ui.adsabs.harvard.edu/search/fq=%7B!type%3Daqp%20v%3D%24fq_database%7D&fq_database=(database%3Aastronomy%20OR%20database%3Aphysics)&q=%20author%3A%22lipunov%22%20%20abs%3A%22supernova%22&sort=date%20desc%2C%20bibcode%20desc&p_=0);
- вспышки активных ядер галактик и квазаров (MASTER OT J141922.56-083831.7);
- вспышки килоновых, вызванные слиянием нейтронных звёзд (например, независимое обнаружение Килоновой  GW170817 аргентинским телескопом системы)[3];
- вспышки новых и новоподобных звезд в нашей Галактике и в Андромеде;
- вспышки карликовых новых звезд, в том числе высокоамплитудные (катаклизмические переменные);
- переменные звезды типа UV Cet;

1. ↑  List of Optical Transients discovered by the unique russian MASTER Global Robotic Net (англ.). observ.pereplet.ru. Дата обращения: 23 августа 2015. Архивировано 18 апреля 2015 года.
2. ↑  Амнуэль, 2020, с. 59—60.
3. ↑  Амнуэль, 2020, с. 61.

- затменные звезды типа Epsilon Auriga (падение блеска на 5 величин);
- кометы (C/2015 G2 MASTER и C/2015 K1 MASTER);
- астероиды, в том числе потенциально опасные.[1][2]

В последние несколько лет МАСТЕР является лидером по ранним наблюдениям собственного оптического излучения гамма-вслесков и открытию ярких оптических транзиентов. Крупнейшие наземные и космические телескопы мира проводят спектральные исследования открываемых на МАСТЕР объектов:
- 10,4-м телескоп GCT (Большой Канарский Телескоп, Испания) — научная телеграмма GCN[3],
- 10-м телескоп SALT (ЮАР)[4],
- 4,2-м WHT (Великобритания-Испания)[5],
- 3,6-м NTT (ESO, Chile)[6],
- 9,2-м HET (США)[7],
- гамма-обсерватории Swift и ИНТЕГРАЛ (кооперация ЕС, России, США)[8][9],
- 6-м БТА САО РАН (Россия) — научная телеграмма GCN[10],
- 2,1-м Guillermo Haro (Мексика)[11],
- 1,8-м Сopernico telescope (Италия)[12][13][14],
- 1,5-м Fred Lawrence Whipple (США)[15] и др.

Данный инновационный проект, охватывающий широкий спектр современных технологий, был (морально) поддержан тремя технологическими платформами: Национальной космической технологической платформой; Технологиями мехатроники, встраиваемых систем управления, радиочастотной идентификации и роботостроение; Национальной суперкомпьютерной технологической платформой.